# Distance (film)
Distance (Disutansu) è un film del 2001 diretto da Hirokazu Kore'eda.

## Trama
I membri di una setta religiosa, ispirata alla Aum Shinrikyō, diffusero un virus geneticamente modificato nell'acquedotto di Tokyo che causò 128 morti e altre 8.000 persone avvelenate. Dopodiché commisero un suicidio di massa vicino alle rive di un lago. Tre anni dopo, i familiari dei responsabili dei delitti si recano al lago per commemorare l'anniversario della morte dei loro cari. Incontrano un ex membro del culto (Asano), che si era addestrato per l'attacco terroristico ma che poi all'ultimo minuto disertò. Dopo aver scoperto che i loro veicoli sono stati rubati, Asano li conduce nella baita dove lui e i defunti membri del culto si erano addestrati per l'attacco, e passano la notte a ricordare i loro familiari deceduti, mostrati cinematograficamente attraverso flashback.